# Jeannette, l'enfance de Jeanne d'Arc
Pour les articles homonymes, voir Jeannette.
Ne pas confondre avec Jeanne (2019), film du même réalisateur sur le même personnage.
Pour plus de détails, voir Fiche technique et Distribution.
Jeannette, l'enfance de Jeanne d'Arc est un film musical français écrit, réalisé et monté par Bruno Dumont, sorti en 2017. Il s’agit de l’adaptation des œuvres Jeanne d'Arc (1897) et Le Mystère de la charité de Jeanne d'Arc (1910) de Charles Péguy.
Il est sélectionné en « Compétition officielle » pour la Quinzaine des réalisateurs et projeté au Festival de Cannes en mai 2017.

## Synopsis
L'action se situe à proximité du petit village lorrain de Domrémy, dans le second quart du XVe siècle, alors que la guerre de Cent Ans, opposant Anglais et Bourguignons d'un côté et Français de l'autre, fait rage dans le royaume de France. Elle décrit la germination et l'éclosion d'une petite paysanne tourmentée par la peur et le doute, en une adolescente affermie, décidée, volontaire et convaincue de l'inéluctabilité de sa mission divine.
Une première partie se déroule en plein été 1425. Elle met en scène la très jeune, très chrétienne et très charitable Jeannette, dont la nature est pourtant en proie au doute, à la peur et à la détresse devant l'adversité à laquelle sont soumis ses contemporains et la terre de France : « O mon Dieu, si on voyait seulement le commencement de votre règne… Et rien non jamais rien… ». Elle souhaite s'ouvrir de ce doute à la très pieuse madame Gervaise (Aline et Élise Charles), une fille du coin devenue nonne, et trouver, dans sa conversation, réponses, certitude et réconfort. Cette démarche alarme son amie Hauviette, (Lucile Gauthier, 8 ans aussi), qui est « une fille qui voit clair », qui redoute que Jeanne suive l'exemple de madame Gervaise pour entrer au couvent, et qui, comme elle, considère que le conflit et la misère paysanne, « C'est affaire au bon Dieu ».
Mais les arguments de l'une et l'autre ne convainquent pas Jeannette. Et la permanence du conflit la tourmente d'autant plus qu'elle ne se sent pas en mesure d'endosser l'habit de « chef de guerre » que saint Michel archange, sainte Catherine et sainte Marguerite semblent lui avoir dévolu sans plus la soutenir que ça dans « cette tâche difficile » : « O monsieur saint Michel ! O madame Catherine ! O madame Marguerite ! Pourquoi mes sœurs m’avoir en partant délaissée ?… Pourquoi n’avoir pas pris mon âme sur vos ailes, faible et seule et pleurante en la terre exileuse ? ».
La seconde partie s'ouvre « quelques années après, au même endroit » : Jeannette est devenue Jeanne (Jeanne Voisin, 15 ans). Hauviette (Victoria Lefebvre, 13 ans) lui apprend que les Anglais sont maîtres partout et que le peuple semble résigné à la défaite pourvu que la paix soit faite. Cette résignation force la décision de Jeanne : « Mon Dieu, pardonnez-moi d’avoir attendu si longtemps… », elle sera ce chef de guerre. Métamorphosée, la petite paysanne est devenue une jeune fille volontaire, sûre d'elle et déterminée à rejoindre le dauphin de France pour briser le siège d'Orléans. Elle requiert l'aide et la complicité de son oncle Durand Lassois (Nicolas Leclaire), malgré sa réticence (« Les affaires du royaume, ça ne nous regarde pas »), pour mettre en œuvre son plan à l'insu de sa famille. Ils quittent Domrémy et partent vers la France, l'une en selle et l'autre en croupe sur un cheval de trait, en remontant la Meuse.

## Fiche technique
- Titre original : Jeannette, l'enfance de Jeanne d'Arc
- Titre anglais : Jeannette, The Childhood of Joan of Arc
- Réalisation : Bruno Dumont
- Scénario : Bruno Dumont, d'après les œuvres Jeanne d'Arc (1897) et Le Mystère de la charité de Jeanne d'Arc (1910) de Charles Péguy
- Musique : Igorrr
- Costumes : Alexandra Charles
- Photographie : Guillaume Deffontaines
- Son : Philippe Lecœur
- Casting : Clément Morelle
- Montage : Basile Belkhiri et Bruno Dumont
  - Co-compositions : Nils Cheville, Laure Le Prunenec, Aline Charles, Elise Charles, Anaïs Rivière
- Chorégraphie : Philippe Decouflé, assisté de Clémence Galliard
  - Chorégraphies additionnelles : Aline Charles, Elise Charles, Nicolas Leclaire, Victoria Lefebvre, Jeanne Voisin
- Production : Rachid Bouchareb, Jean Bréhat et Muriel Merlin
- Sociétés de production : Taos Films ; Arte France, Le Fresnoy-Studio National des Arts Contemporains et Pictanovo (coproductions)
- Société de distribution : Memento Films distribution
- Pays d’origine :  France
- Langue originale : français
- Format : couleur - 1,66:1 - stéréo / Dolby 5.1
- Genre : drame, historique et musical
- Durée : 115 minutes
- Dates de sortie :
  - France : 21 mai 2017 (Festival de Cannes) ; 30 août 2017 (diffusion sur Arte) ; 6 septembre 2017 (sortie nationale)

## Distribution
- Lise Leplat Prudhomme : Jeannette, 8 ans
- Jeanne Voisin : Jeanne, 15 ans
- Lucile Gauthier : Hauviette, 8 ans
- Victoria Lefebvre : Hauviette, 13 ans
- Aline Charles : Madame Gervaise, sainte Marguerite
- Élise Charles : Madame Gervaise, sainte Catherine
- Nicolas Leclaire : Durand Lassois (Durand Laxart, oncle de Jeanne)
- Gery De Poorter : Jacques d'Arc
- Régine Delalin : Isabeau d'Arc
- Anaïs Rivière : saint Michel
- Kyliann Maréchal Tellier : enfant
- Malone Leroy : enfant
- Maxime Boulanger : frère d'Arc
- Jonathan Leguen : frère d'Arc

## Accueil

### Accueil critique
Jeannette reçoit un accueil critique moyennement positif : le site Allociné propose une moyenne des critiques presse de 3,2/5, tandis que le « Tomatomètre » de Rottentomatoes le crédite de 60 % de critiques favorables, en spécifiant cependant l'absence de consensus. En effet, son spectre élargi et largement contradictoire est souligné. Il s'étend de l'incompréhension voire la détestation pure et simple, à l'éloge dithyrambique et sans réserves, les partis pris de Dumont appelant tant un rejet total par certains que l'adhésion admirative des autres.
À titre d'exemple, si Cyril Béghin et les Cahiers du cinéma sont enthousiastes : « Bruno Dumont offre avec Jeannette son film le plus impur, bizarre et encombré en même temps que le plus fièrement minimal, et superbe. […] avec ce petit chef-d’œuvre, son cinéma s’envole définitivement », le plaçant second de leur Top Ten 2017 juste derrière Twin Peaks: The Return, Hugo Maurier et aVoir-aLire le gratifient d'un « CONTRE » : « Au diable le sens et les intentions quand l’exaspération domine l’expérimentation. Que l’on jette Jeannette au bûcher des vanités ».

## Analyse
La radicalité, et la forme relativement inédite, de Jeannette reposent sur l'articulation entre l'interprétation amateure et relativement spontanée d'acteurs recrutés localement,, et le recours à une avant-garde artistique paradoxale — eu égard à la nature quasi-mythique et mystique du sujet et du texte de Péguy — à laquelle Dumont confie la direction de la chorégraphie (Philippe Decouflé) et de la bande originale (Gautier Serre, alias Igorrr).
L'ancrage territorial du réalisateur, qui déplace l'action de la Meuse lorraine à sa Côte d'Opale et confie le texte de Péguy à l'élocution et aux accents contemporains, typés, jeunes, ou parfois régionaux de ses acteurs, ainsi que la modernité d'expressions musicale et chorégraphique aux formes populaires et actuelles d'Igorrr et Decouflé, entendent sublimer le caractère ontologique et national de l'histoire et du mythe.
En outre, la place accordée par Dumont, Découflé et Igorrr, à la personnalité des acteurs, à leur âge, leur amateurisme et leur spontanéité, confère un caractère, pour certains critiques[Lesquelles ?] « spectaculaire » et « inédit », à l'ensemble : le metteur en scène et le chorégraphe s'inclinent devant les improvisations et les initiatives de leurs acteurs ; le musicien intègre leurs propres compositions (voir les musiques et chorégraphies « additionnelles » de la fiche technique). Rarissime dans le genre de la comédie musicale, la prise de son directe (les acteurs sont équipés d'oreillettes grâce auxquelles ils entendent la musique sur laquelle ils doivent chanter et danser) renforce le naturel des jeux, quitte à assumer pleinement les petites imperfections des gestuelles, des voix et des phrasés.
L'apparente dichotomie est absorbée et se fond dans la fusion d'esthétiques, de gestes et d'imaginaires contrastés, savants autant que populaires, théologiques autant que burlesques, ciselés et péguistes autant que baroques, picards autant que bibliques, et universels. Parti pris qui, comme les autres, n'est pas forcément du goût de la critique et déclenche même des réactions pour le moins opposées.
Enfin, le film, qui est d'abord une œuvre télévisuelle, présente la particularité d'avoir fait l'objet de deux montages et deux mixages sensiblement différents : les uns, dédiés à la télévision, privilégiant le texte (Arte a même choisi de sous-titrer les chansons) ; les autres, adaptés au format cinématographique, le spectacle offert par l'image et la musique.

## Distinctions

### Récompenses
- Festival international du film culte 2017 : Mouette d'or, grand prix du film culte de l'année 2017

### Sélections et nominations
- Festival de Cannes 2017 - Quinzaine des Réalisateurs : « Compétition officielle »
  - Prix SACD pour Bruno Dumont
  - Art Cinema pour Bruno Dumont
  - Prix Illy pour Bruno Dumont
  - Label Europa Cinema pour Bruno Dumont
- Festival international du film culte 2017 : Mouette d'argent, prix du réalisateur culte 2017
- Festival international du film de Karlovy Vary 2017 : « Another View »
- Festival international du film de Toronto 2017 : « Wavelengths »

## Suite
Le film correspond à la première partie de Jeanne d'Arc de Charles Péguy, paru en 1897. Le réalisateur Bruno Dumont a adapté les deux autres parties dans Jeanne, sorti en 2019.

### Internet
- Dossier de presse Jeannette, l’enfance de Jeanne d’Arc""